# Bobby (Gorilla)

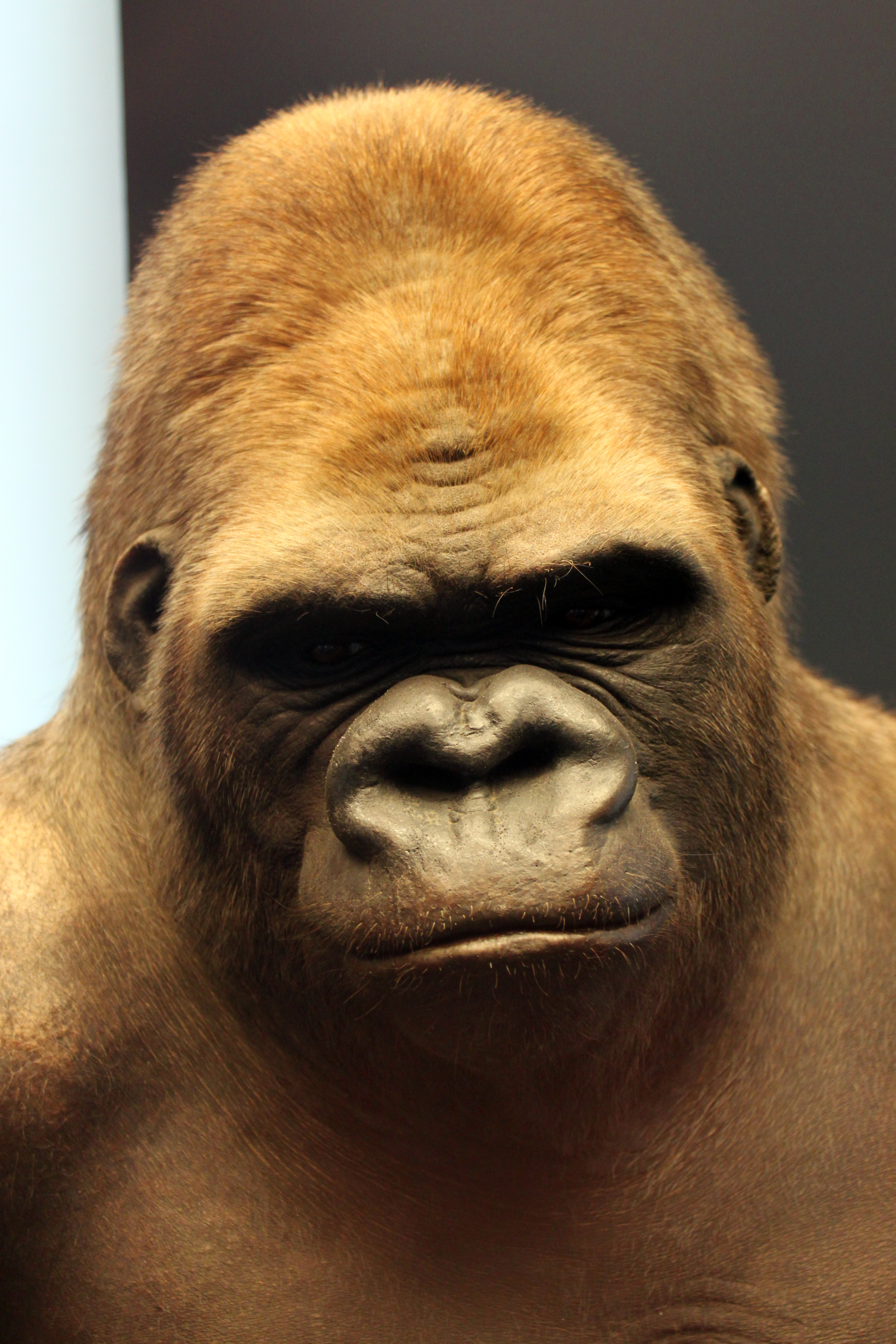
Bobby als Tierpräparat, dessen Entstehung Dorothea von der Osten im Jahr 1936 im Bild festhielt

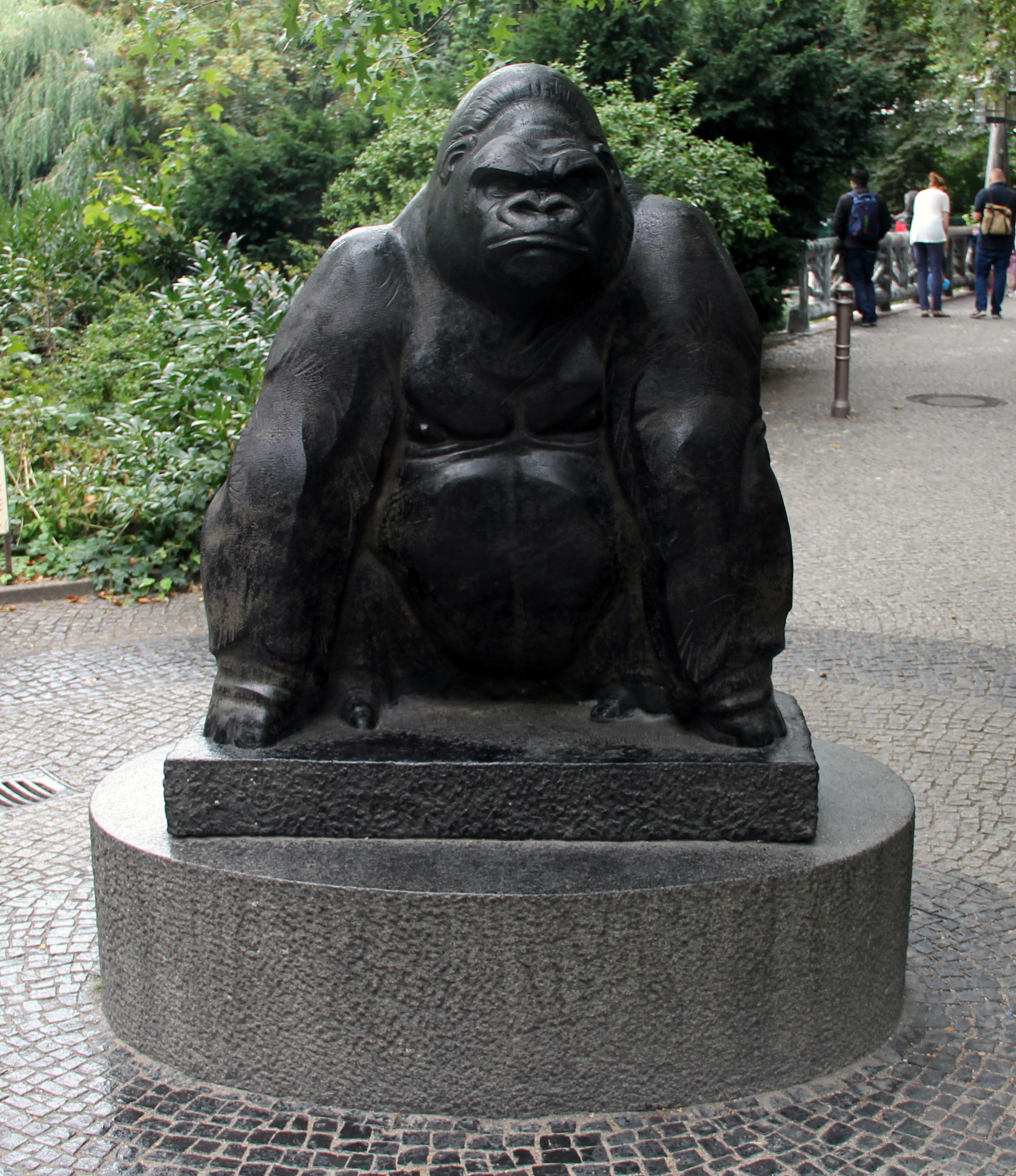
Skulptur von Bobby im Zoologischen Garten Berlin

Bobby (* ca. 1926; † 1. August 1935) war ein männlicher Gorilla, der am 30. März 1928 – im Alter von etwa zwei Jahren – als erster Gorilla in den Zoologischen Garten Berlin einzog und bis heute das Logo des Zoos ziert.

## Leben
Der Tierschriftsteller Paul Eipper hatte das Gorillakind – damals noch 16 Kilogramm schwer – von einem Tierzwischenhändler in Marseille übernommen und per Zug nach Berlin transportiert. Unter der Obhut von Pfleger August Liebetreu entwickelte sich Bobby zu einem ansehnlichen, ausgewachsenen Gorilla mit einem Körpergewicht von 262 Kilogramm. Bobby wurde schnell der Liebling der Berliner Zoobesucher. Er starb am 1. August 1935 an einer Appendizitis.

## Ehrungen
Nach seinem Tod wurde bei Bildhauer Fritz Behn eine Granitstatue in Auftrag gegeben, die auch heute noch im Berliner Zoo zu betrachten ist. Die Dermoplastik Bobbys steht im Museum für Naturkunde der Humboldt-Universität zu Berlin. Sie wurde von den Berliner Präparatoren Karl Kaestner und Gerhard Schröder im Jahr 1935 mit Hilfe der von ihnen entwickelten Konservierungstechnik der Teilparaffinierung angefertigt.
Bobby inspirierte den Komponisten Walter Jurmann zu seinem Chanson-Evergreen Mein Gorilla hat ’ne Villa im Zoo, im Jahr 1933 von Hans Albers gesungen und seither vielfach, unter anderem von Max Raabe, neu interpretiert.